# K歌
K歌是指香港樂壇一些專門為卡拉OK而創作的歌曲。這些歌曲一般旋律慢，較為簡單易唱，音域亦遷就一般人的水平，不會太高或太低。歌詞多以愛情為題，尤其以失戀苦情歌的流行曲為主，為歌唱者提供發洩機會。副歌部分會有很多重覆的地方，讓一般歌唱者更易記住歌詞。

## K歌的影響
現在的唱片公司十分倚重卡拉OK，作為主要收入來源，K歌至今仍是香港樂壇的主流風格，並養活香港的唱片業，但K歌的大量出現，卻是導致近年香港樂壇發展停滯不前的其中一個原因，市場一直只是「塘水滾塘魚」，在2005年，林海峰更特別藉著推出一首諷刺K歌的特性的粵語歌曲《流行曲》，諷刺K歌對香港流行樂壇的損害。K歌在香港樂壇的壟斷地位，要直到近年多個非主流歌手及樂隊崛起（如：林一峰、at17、My Little Airport、假音人等），以及在2005年，《他約我去迪士尼》（陳曉琪主唱）等網絡歌曲紅遍香港才有所動搖，但對香港的樂壇造成的影響，黃霑亦在他的博士論文明言：歌曲淪為卡拉OK上的發泄音樂，乃港曲沒落的根本原因。